# Haplochromis degeni
Haplochromis degeni là một loài cá vây tia thuộc họ Cichlidae. Đôi khi nó được xếp vào chi đơn loài Platytaeniodus, tuy nhiên FishBase đặt nó vào chi Haplochromis trong khi xem xét kĩ lại nhóm này.
Loài này có ở Kenya, Tanzania, và Uganda. Môi trường sống tự nhiên của chúng là hồ nước ngọt, nhưng hiện nó đã tuyệt chủng trong tự nhiên.